# Chthiononetes
Chthiononetes Millidge, 1993 è un genere di ragni appartenente alla famiglia Linyphiidae.

## Distribuzione
L'unica specie oggi attribuita a questo genere è stata rinvenuta nell'Australia occidentale, nel Cape Range National Park, a 1100 chilometri da Perth.

## Tassonomia
A maggio 2011, si compone di una specie:
- Chthiononetes tenuis Millidge, 1993[3] — Australia occidentale